# Julio César Cáceres
Julio César Cáceres López, född 5 oktober 1979, är en paraguayansk fotbollsspelare som spelar för Club Guaraní. Hans position är mittback.

## Klubbkarriär
Julio César Cáceres började att spela i den paraguayanska storklubben Olimpia. Där var han en av lagets viktigaste spelare och hjälpte klubben att vinna Copa Libertadores 2002 och Recopa Sudamericana 2003. Han vann även två inhemska titlar 1999 och 2000.
År 2003 flyttade Cáceres till franska klubben Nantes. Han lyckades aldrig att bli ordinarie och blev utlånad till Atlético Mineiro och River Plate. 2007 såldes han till den mexikanska klubben UANL Tigres. Efter en framgångsrik tid i Mexiko köptes han av den argentinska storklubben Boca Juniors.

## Landslagskarriär
Cáceres gjorde debut för Paraguays fotbollslandslag 2002 och var med i Paraguays VM-trupper både 2002 och 2006. Han var även med i Paraguays trupp för Copa América 2007.